# Friesenhagen

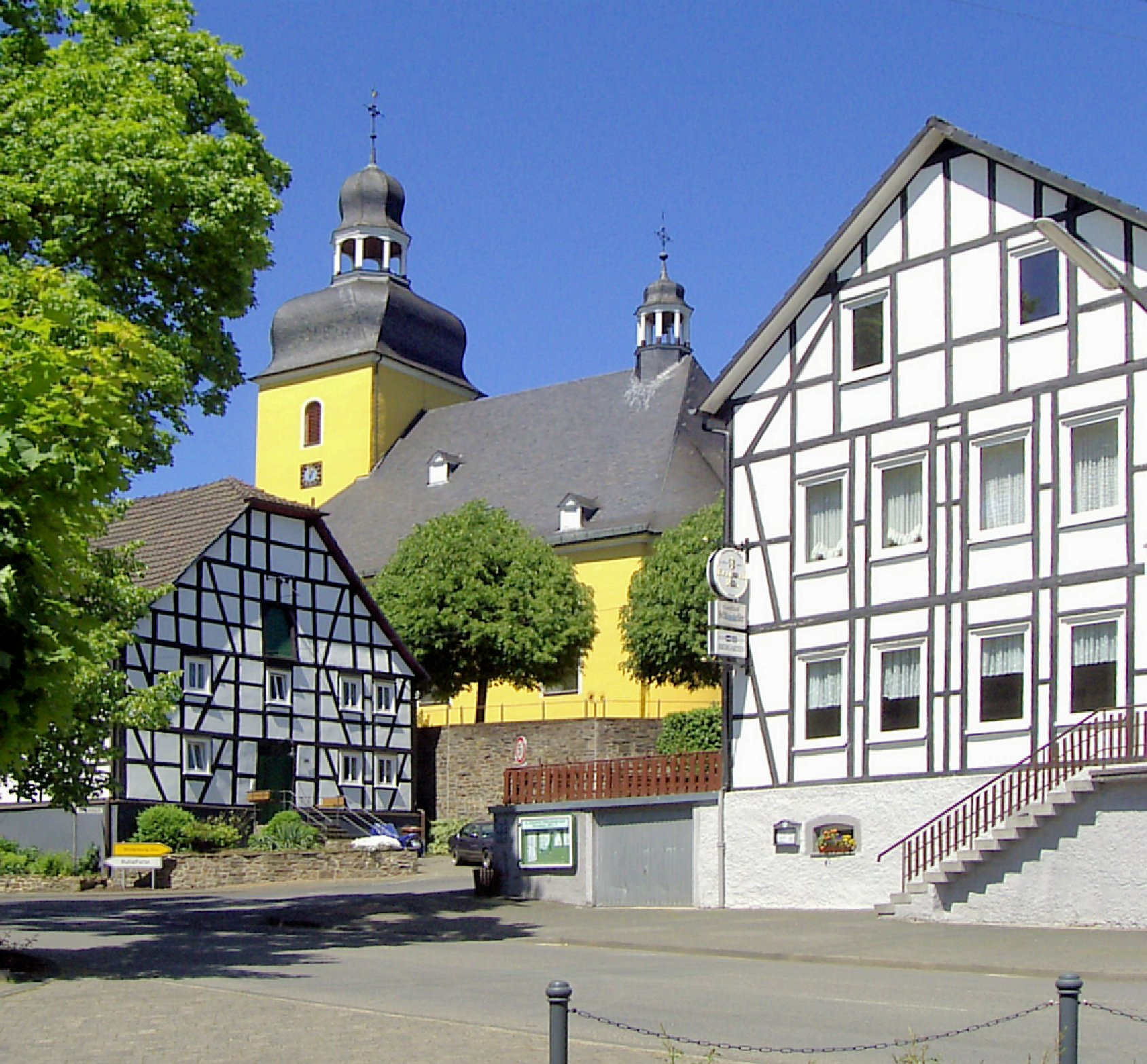
Blick auf die Kirche St. Sebastianus im Ortskern von Friesenhagen

Friesenhagen im Wildenburger Land ist eine Ortsgemeinde im Landkreis Altenkirchen (Westerwald) in Rheinland-Pfalz. Sie gehört der Verbandsgemeinde Kirchen (Sieg) an.

## Geographie

### Geographische Lage
Friesenhagen ist die nördlichste Gemeinde von Rheinland-Pfalz und mit einer Fläche von 51,3 Quadratkilometern die größte im Landkreis Altenkirchen. Ihr südlichstes Gegenstück, Neuburg am Rhein, ist 280 Straßenkilometer entfernt.

### Ortsteile
Zu Friesenhagen gehören die Wohnplätze Bettorf, Bockenbaum, Busenbach, Busenhagen, Dernbach, Diedenberg, Engelshäuschen, Erlenbruch, Eueln, Gerndorf, Gerndorferhöhe, Girtseifen, Gösingen, Gösingerhütte, Götzen, Grendel, Großlangenbach, Hammer, Hammerhöhe, Heiligenborn, Helmert, Hilchenbach, Höfchen, Höferhof, Hohhäuschen, Hollenseifen, Hühnerkamp, Hundscheid, Johannesberg, Kappenstein, Köppernöll, Krottorf mit Schloss Crottorf, Kuchenwald, Kücheln, Küchelschlade, Küchelseifen, Landgut Altenhofen, Mittelsolbach, Möhren, Mohrenbach, Mühlenhof, Mühlenseifen, Neuhöhe, Niedersolbach, Oberhausen, Obersolbach, Oberweidenbruch, Quasthöhe, Ritterwäldchen, Rübegarten, Schlade, Schmalenbach, Schmalenbachsmühle, Schönbach, Sommerhof, Staade, Stausberg, Steeg, Steegerhütte, Truttenseifen, Unternädrigen, Wasserhof, Wassermühle, Weidenbruch, Weierseifen, Westbach, Wiesental, Wildenburg mit Burg Wildenburg, Wildenburg Bahnhof, Wippe, Wippermühle, Wittershagen, Wöllenbach und Ziegenschlade.

### Gewässer
Im Osten von Friesenhagen entspringt der Wisser Bach, der in Wissen in die Sieg mündet. Außerdem durchfließt die Bigge in einem kurzen Abschnitt die Gemarkung. Der Wildenburger Bach liegt im Norden des Dorfes und wird vor seiner Mündung in den Wisser Bach noch vom Weierbach gespeist. Westlich von Wildenburg-Bahnhof liegen außerdem noch die Weiher Wildenburger Weiher, Biggeweiher, Oberweiher und Unterweiher. Im Süden des Dorfes liegt noch der Gösinger Weiher, nahe dem gleichnamigen Ortsteil.

### Nachbargemeinden
An die Gemeinde Friesenhagen grenzen folgende Nachbarkommunen (im Uhrzeigersinn von Norden): Wenden (Kreis Olpe, NRW), Freudenberg (Kreis Siegen-Wittgenstein, NRW), Harbach, Kirchen (Sieg), Katzwinkel (Sieg), Birken-Honigsessen (alle Landkreis Altenkirchen (Westerwald), RLP), Morsbach und Reichshof (beide Oberbergischer Kreis, NRW).

## Geschichte
Friesenhagen wurde erstmals im Jahre 1131 in einer Urkunde von Papst Innozenz II. erwähnt.

### Hexenverfolgungen
Den Hexenverfolgungen in Friesenhagen/Wildenburger Land fielen in der Zeit von 1590 bis 1652 über 200 Menschen zum Opfer. Die Hinrichtungsstätte war auf dem Blumenberg bei der heutigen Anna-Kapelle Friesenhagen.
Besonders bekannt wurde der Hexenprozess gegen Agnes Schmitt, die am 17. Dezember 1650 hingerichtet wurde.

### Bevölkerungsentwicklung
Die Entwicklung der Einwohnerzahl von Friesenhagen bezogen auf das heutige Gemeindegebiet; die Werte von 1871 bis 1987 beruhen auf Volkszählungen:
| Jahr | Einwohner |
| ---- | --------- |
| 1815 | 1.327     |
| 1835 | 1.578     |
| 1871 | 1.479     |
| 1905 | 1.575     |
| 1939 | 1.380     |

| Jahr | Einwohner |
| ---- | --------- |
| 1950 | 1.578     |
| 1961 | 1.515     |
| 1970 | 1.610     |
| 1987 | 1.660     |
| 1997 | 1.813     |

| Jahr | Einwohner |
| ---- | --------- |
| 2005 | 1.732     |
| 2011 | 1.604     |
| 2017 | 1.551     |
| 2023 | 1.649     |

## Politik

### Gemeinderat
Der Gemeinderat in Friesenhagen besteht aus 16 Ratsmitgliedern, die bei der Kommunalwahl am 9. Juni 2024 in einer personalisierten Verhältniswahl gewählt wurden, und dem ehrenamtlichen Ortsbürgermeister als Vorsitzendem.
Die Sitzverteilung im Gemeinderat:
| Wahl | SPD | CDU | WGD a | WGG b | WGZ c | Gesamt   |
| ---- | --- | --- | ----- | ----- | ----- | -------- |
| 2024 | –   | 6   | 9     | 1     | –     | 16 Sitze |
| 2019 | 9   | 6   | –     | –     | 1     | 16 Sitze |
| 2014 | 9   | 7   | –     | –     | –     | 16 Sitze |
| 2009 | 5   | 11  | –     | –     | –     | 16 Sitze |
| 2004 | 5   | 11  | –     | –     | –     | 16 Sitze |

### Bürgermeister
Michael Schüttler (CDU) wurde am 4. September 2024 Ortsbürgermeister von Friesenhagen. Bei der Direktwahl am 9. Juni 2024 war er als einziger Bewerber mit einem Stimmenanteil von 83,5 % für fünf Jahre gewählt worden.
Schüttlers Vorgänger Norbert Klaes (SPD) hatte das Amt zehn Jahre ausgeübt und kandidierte bei der Wahl 2024 nicht erneut als Ortsbürgermeister.

## Kultur und Sehenswürdigkeiten

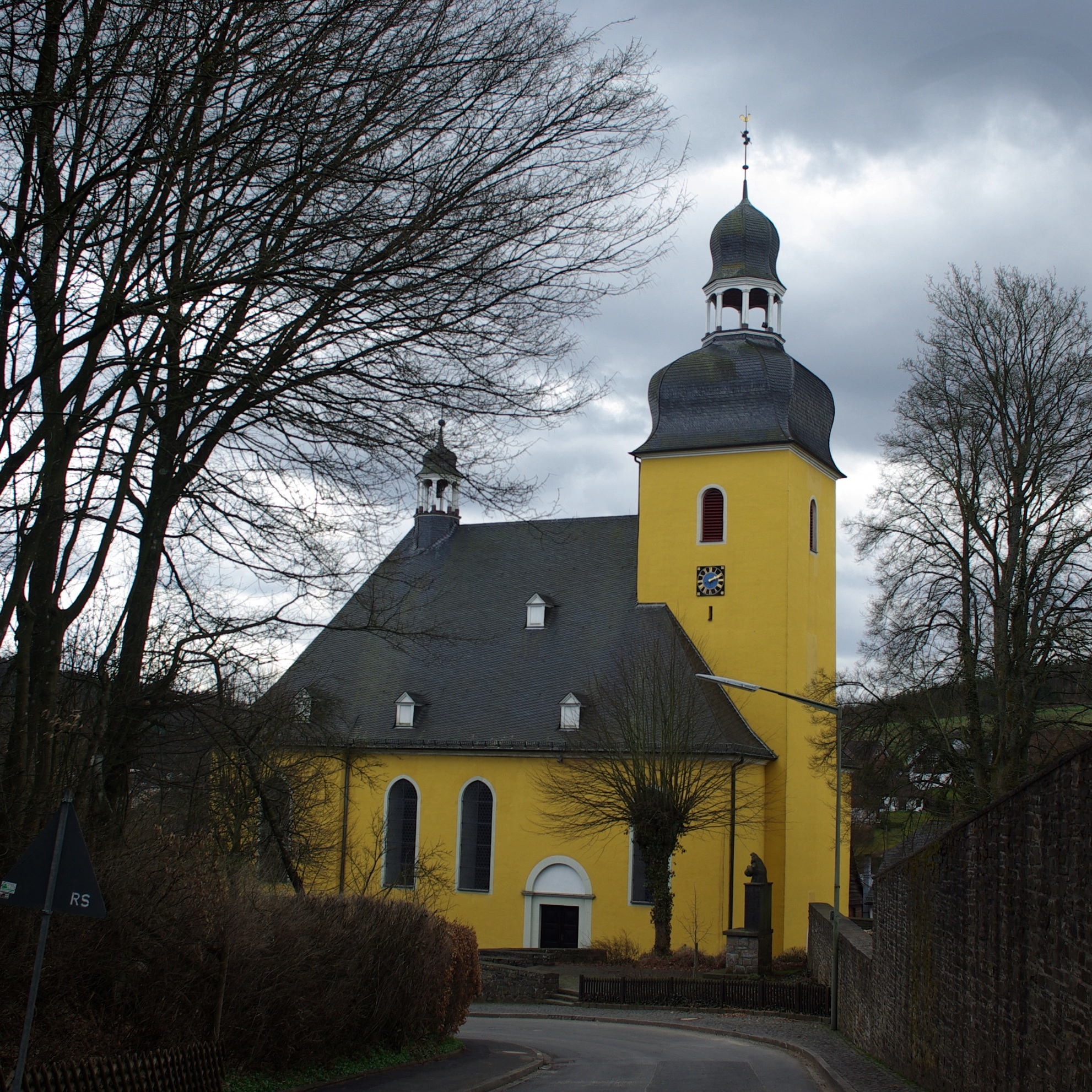
Sankt Sebastianus (2010)

In Friesenhagen befinden sich einige unter Denkmalschutz gestellte Kulturdenkmäler:

### Kulturdenkmäler im Ort
- Die katholische Pfarrkirche St. Sebastian. Von der ursprünglich spätromanischen dreischiffigen Kirche ist nur der 1751 erhöhte Turm und der Triumphbogen erhalten. Der Hauptchor wird dem Anfang des 16. Jahrhunderts zugerechnet. Innen eine bemerkenswerte Ausstattung mit Werken aus dem 15. und 16. Jahrhundert. Der Taufstein stammt aus der ersten Hälfte des 13. Jahrhunderts.[15]
- Die Denkmalzone Ortskern mit zahlreichen, gut erhaltenen Fachwerkhäusern aus dem 18. Jahrhundert (südlich und östlich der Kirche; Hauptstraße, Klosterstraße, Strahlenbachstraße)
- Das ehemalige Franziskanerkloster, ein langgestreckter Walmdachbau aus Bruchstein, errichtet 1741 bis 1744 (Klosterstraße)

### Kulturdenkmäler im Gemeindegebiet
- Das Schloss Crottorf ist als Denkmalzone ausgewiesen; das Schloss, im Kern eine mittelalterliche Wasserburg, stammt aus der Mitte des 16. Jahrhunderts. Zur Denkmalzone gehören unter anderem die ehemalige Mühle, die Kapelle zum Heiligen Kreuz (1701) und ein Balkenkreuz von 1620.
- Die Ruine der Burg Wildenburg mit gotischem Bergfried und Mauerresten aus der Zeit vom 14. bis zum 18. Jahrhundert.
- Die Kapelle zur Schmerzhaften Muttergottes, ein Putzbau aus dem 18. Jahrhundert (oberhalb von Friesenhagen)
- Die Rochuskapelle, vermutlich aus dem 17. Jahrhundert (westlich der Wildenburg)
- Die St.-Anna-Kapelle, die so genannte Rote Kapelle, vermutlich aus dem 17. Jahrhundert (oberhalb von Friesenhagen).[16] Eine Gedenktafel neben der Roten Kapelle und der alten Linde erinnert an die Hexenprozesse im 17. Jahrhundert.

Siehe auch: Liste der Kulturdenkmäler in Friesenhagen

### Regelmäßige Veranstaltungen

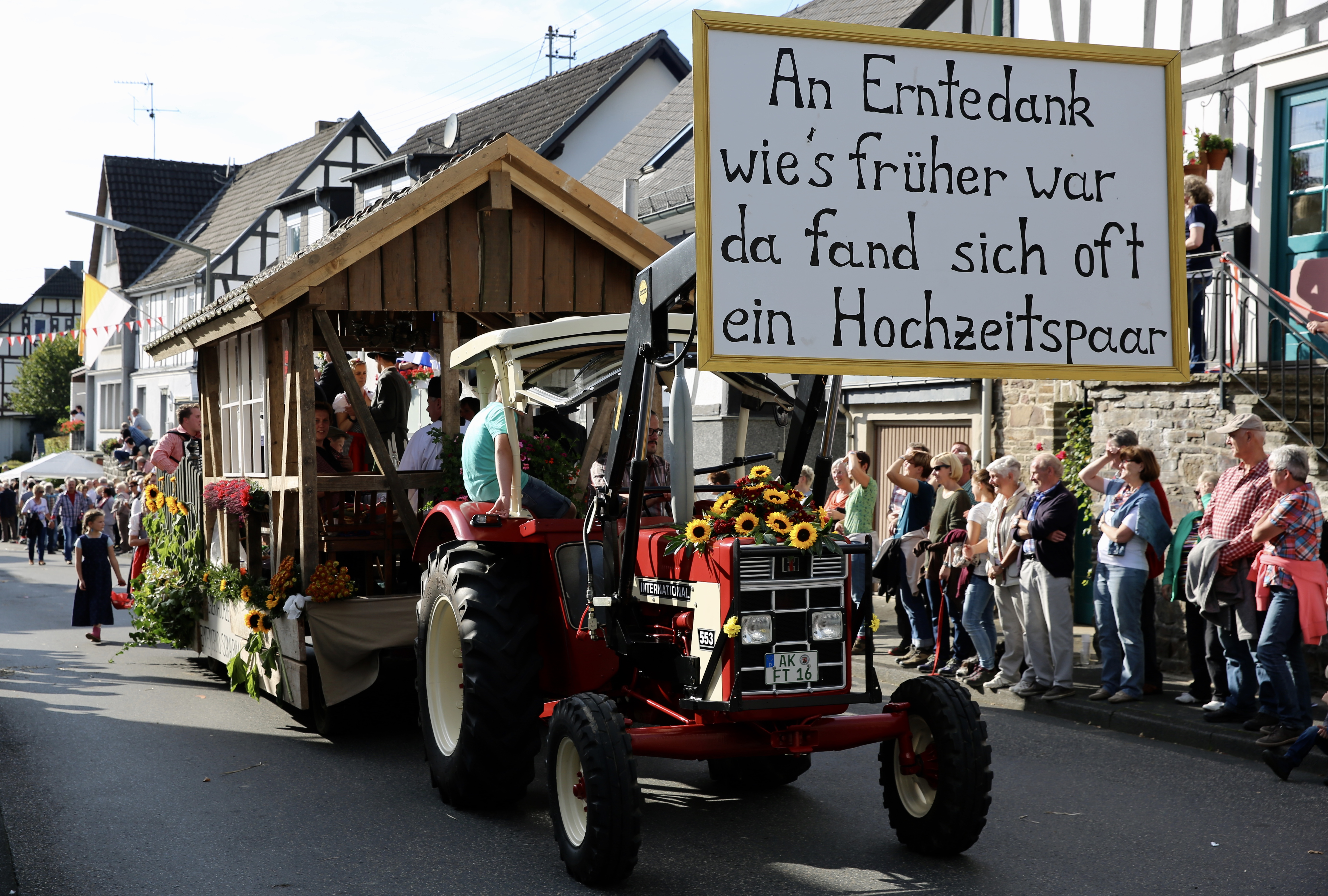
Festzug (Erntedankfest 2014)

Jährlich am letzten September-Wochenende findet ein Erntedankfest mit Festumzug statt.

## Wirtschaft und Infrastruktur
Im Landeswettbewerb „Unser Dorf soll schöner werden“ wurde Friesenhagen 1971 mit der Goldmedaille ausgezeichnet.

### Verkehr
Seit Dezember 2020 wird der Öffentliche Nahverkehr im Bereich Friesenhagen von der Jung Bus GmbH durchgeführt. Die Linien im Bündel „Wildenburger Land“ wurden dabei neu geordnet. Friesenhagen  wird durch folgende Linien bedient:
- Linie 265: Friesenhagen – Morsbach – Birken-Honigsessen – Wissen
- Linie 298: Friesenhagen – Freudenberg

## Persönlichkeiten
- Melchior von Hatzfeldt (* 1593 auf Schloss Crottorf; † 1658 in Powitzko), kaiserlicher Feldherr im Dreißigjährigen Krieg und Zweiten Nordischen Krieg
- Franz von Hatzfeld (* 1596 auf Schloss Crottorf; † 1642 in Würzburg), Fürstbischof von Würzburg und des Hochstiftes Bamberg
- Hermann von Hatzfeld  (* 1603 auf Schloss Crottorf; † 1673 Rothenburg ob der Tauber), Oberst in der Armee seines Bruders Melchior, Reichshofrat